# Liste der Pfarren im Dekanat Melk
Das Dekanat Melk ist ein Dekanat der römisch-katholischen Diözese St. Pölten in Österreich. Es umfasst 22 Pfarren.

## Pfarren mit Kirchengebäuden und Kapellen
| Pfarre                                     | Pfarrverband                                        | Ink.           | Seit     | Patrozinium             | Kirchengebäude und Kapellen                                         | Bild |
| ------------------------------------------ | --------------------------------------------------- | -------------- | -------- | ----------------------- | ------------------------------------------------------------------- | ---- |
| Aggsbach Dorf                              |                                                     |                | 1784     | Mariä Himmelfahrt       | Pfarrkirche Aggsbach-Dorf                                           |      |
| Bischofstetten                             |                                                     |                | 13. Jh.  | Hl. Agatha              | Pfarrkirche Bischofstetten                                          |      |
| Gerersdorf (Niederösterreich)-Prinzersdorf | Gerersdorf-Prinzersdorf – Hafnerbach – Haunoldstein |                | vor 1434 | Hl. Johannes der Täufer | Pfarrkirche Gerersdorf (Niederösterreich) Filialkirche Prinzersdorf |      |
| Gerolding                                  |                                                     |                | 1165     | Hl. Johannes der Täufer | Pfarrkirche Gerolding                                               |      |
| Hafnerbach                                 | Gerersdorf-Prinzersdorf – Hafnerbach – Haunoldstein |                | um 1200  | Hl. Zeno                | Pfarrkirche Hafnerbach Filialkirche Sasendorf                       |      |
| Haindorf                                   |                                                     | Göttweig (OSB) | um 1250  | Hll. Petrus und Paulus  | Pfarrkirche Haindorf                                                |      |
| Haunoldstein                               | Gerersdorf-Prinzersdorf – Hafnerbach – Haunoldstein |                | 1367     | Hl. Michael             | Pfarrkirche Haunoldstein                                            |      |
| Hürm                                       |                                                     |                | 11. Jh.  | Hl. Stephanus           | Pfarrkirche Hürm                                                    |      |
| Karlstetten                                |                                                     |                | 12. Jh.  | Hl. Ulrich              | Pfarrkirche Karlstetten Filialkirche Schaubing                      |      |
| Kilb                                       |                                                     | Göttweig (OSB) | um 1080  | Hll. Simon und Judas    | Pfarrkirche Kilb                                                    |      |
| Loosdorf bei Melk                          |                                                     |                | 12. Jh.  | Hl. Laurentius          | Pfarrkirche Loosdorf                                                |      |
| Mank                                       |                                                     |                | 1323     | Mariä Himmelfahrt       | Pfarrkirche Mank                                                    |      |
| Markersdorf an der Pielach                 |                                                     | Göttweig (OSB) | 1784     | Hl. Martin              | Pfarrkirche Markersdorf an der Pielach                              |      |
| Matzleinsdorf                              | St. Koloman (Matzleinsdorf – Zelking)               | Melk (OSB)     | 1784     | Hl. Bartholomäus        | Pfarrkirche Matzleinsdorf (Niederösterreich)                        |      |
| Mauer bei Melk                             |                                                     | Göttweig (OSB) | um 1096  | Mariä Namen             | Pfarr- und Wallfahrtskirche Mauer bei Melk                          |      |
| Melk                                       |                                                     | Melk (OSB)     | 1089     | Mariä Himmelfahrt       | Pfarrkirche Melk                                                    |      |
| Neidling                                   |                                                     |                | 1784     | Hll. Petrus und Paulus  | Pfarrkirche Neidling                                                |      |
| Ruprechtshofen                             |                                                     |                | 12. Jh.  | Hl. Nikolaus            | Pfarrkirche Ruprechtshofen                                          |      |
| Schönbühel an der Donau                    |                                                     |                | 1668     | Hl. Rosalia             | Pfarrkirche Schönbühel                                              |      |
| St. Leonhard am Forst                      |                                                     |                | 1160     | Hl. Leonhard            | Pfarrkirche St. Leonhard am Forst                                   |      |
| St. Margarethen an der Sierning            |                                                     |                | um 1200  | Hl. Margareta           | Pfarrkirche St. Margarethen an der Sierning                         |      |
| Zelking                                    | St. Koloman (Matzleinsdorf – Zelking)               |                | 1346     | Hl. Erhard              | Pfarrkirche Zelking                                                 |      |

## Dechanten
- seit 2011 Wolfgang Reisenhofer, Pfarrer von Mank[1][2]